# Stegolepis cardonae
Stegolepis cardonae là một loài thực vật có hoa trong họ Rapateaceae. Loài này được Maguire miêu tả khoa học đầu tiên năm 1965.